# The Wind Cries Jimi
The Wind Cries Jimi ist ein Musikalbum des Rémi Charmasson Quintetts, gewidmet der Musik des Gitarristen Jimi Hendrix. Die im April 2012 im Studio Vega in Carpentras entstandenen Aufnahmen erschienen im März 2013 auf dem Label AJMI Series, das seit 2001 vom Jazzclum AJMI in Avignon betrieben wird.

## Hintergrund
2007 legte Rémi Charmasson mit Manœuvres ein erstes Album seines Quintetts auf AJMI Series vor, auf dem er den Wilden Westen Amerikas vorstellte. Für sein Hendrix-Programm, das ihn als Gitarrist schon länger beschäftigte, änderte er die Besetzung radikal; er nahm das Album mit Laure Donnat (Gesang), Perrine Mansuy (Klavier, Keyboards), Bernard Santacruz (Bass) und Bruno Bertrand (Schlagzeug) auf.
Die Repertoireauswahl zeigt, dass sich die Gruppe auf [differenziert] geschriebene Stücke konzentrierte, notierte Arnaud Stefan. So fehlen hier „Hey Joe“, „Purple Haze“ und andere „Red House“-Stücke – Material, das bei Hendrix’ Konzerten durchaus eine ernste Rolle spielte, aber harmonisch minimalistischer sei. Das Quintett hat Stücke ausgewählt, die „die Essenz Hendrixscher Kompositionen“ widerspiegeln und deren Pop-Seite betonen: „Burning of the Midnight Lamp“, „One Rainy Wish“, „Little Wing“. An Ende des Albums ist Curtis Mayfields „People Get Ready“ zu hören: Da Mayfield Hendrix maßgeblich beeinflusste, diente dies wohl dazu, ihn in den 1960er-Jahren zu kontextualisieren. Das lange Zitat aus „Hey Jude“ am Ende von „The Wind Cries Mary“ spiegelt denselben Ansatz wider.

## Titelliste
- Rémi Charmasson Quintet – The Wind Cries Jimi (AJMI Series AJM 23)[4]

1. Little Wing 6:11
2. One Rainy Wish 6:03
3. Burning of the Midnight Lamp 7:21
4. Voodoo Chile 5:47
5. Wait Until Tomorrow 3:29
6. Them Changes #19
7. The Wind Cries Mary 6:22
8. People Get Ready (Curtis Mayfield) 4:52

Wenn nicht anders vermerkt, stammen die Kompositionen von Jimi Hendrix.

## Rezeption

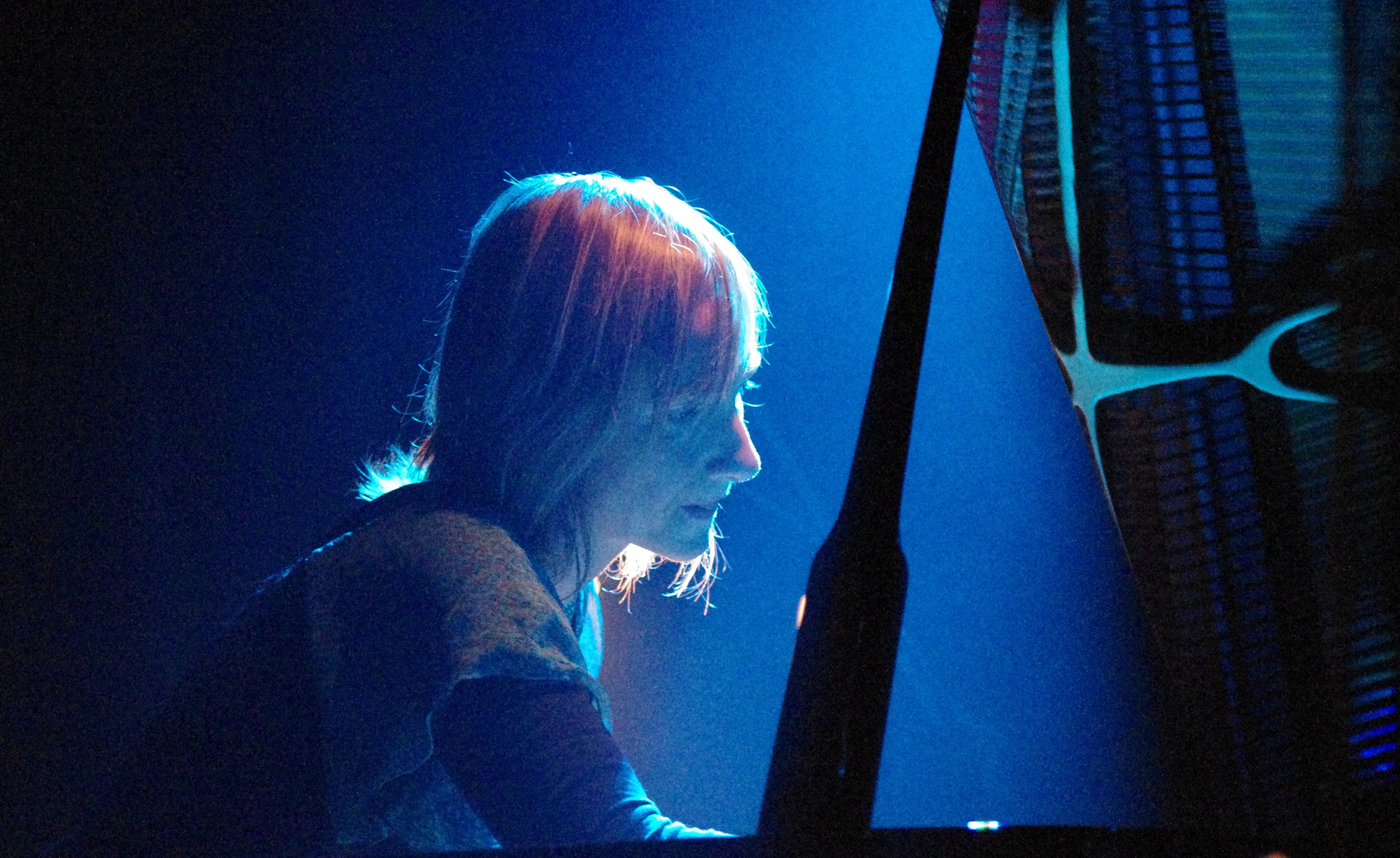
Perrine Mansuy (um 2010)

Rémi Charmasson und sein Quintett würden einen Mittelweg bevorzugen, um sich Jimi Henrix' Schaffen zu nähern, schrieb Arnaud Stefan in Citizen Jazz. Sie blieben der besonderen Vorliebe des Linkshänders aus Seattle für Kompositionen treu und rückten gleichzeitig sein bekanntestes Image als Gitarrenheld in den Hintergrund. Zwar höre man auf „The Wind Cries Jimi“ einige legendäre Soli – insbesondere in „Wait Until Tomorrow“, einem energiegeladenen Aufwallen, verstärkt durch das Wah-Wah-Pedal. Perrine Mansuys harmonische Exkurse würden maßgeblich dazu beitragen, diese reichhaltige Kompositionsweise weiter zu offenbaren. Die Arrangements würden die Stücke zudem als Lieder hervorheben, insbesondere dank Laure Donnats Interpretation, die von den Texten durchdrungen sei und sich diese meisterhaft zu eigen mache, indem sie die Melodie umgehe und die Kunst des Rubato bis an die Grenzen ausreize. Die schönste Leistung des Albums bestehe darin, dass es Lust mache, Hendrix selbst noch einmal zu hören. Nicht, um das Original der Kopie vorzuziehen, sondern um den vollen Reichtum eines Werks wiederzuentdecken, das die rein gitarrengetriebenen Exzesse des Musikers manchmal verdecken.
„Uns ist seine Neuinterpretation von Jimi Hendrix in The Wind Cries Jimi aus dem Jahr 2013 natürlich in Erinnerung geblieben“, stellte Sophie Chambon in ihrem Nachruf auf Rémi Charmasson in den Derniers Nouvelles du Jazz fest. Lange habe er gewartet, bis er dieses ganz persönliche Quintett rund um [das Werk des Gitarristen] formierte. Obwohl er sicherlich nicht mit satten Gitarrenriffs und wilden Verzerrungen konkurrieren wollte, hätte Charmasson fast alles über sein Instrument gewusst. Er wollte es nicht zu sehr wie ein „Gitarrenheld“ spielen, abgesehen von einigen wohlüberlegt gewählten Momenten (man kann es sich aber trotzdem gut gehen lassen) wie „Voodoo Chile“ oder „Wait Until Tomorrow“, das Hendrix seltsamerweise für ein kommerzielles Lied gehalten habe. Es bestehe kein Zweifel, dass Charmasson wusste, wie er seine Gitarren zum Singen bringen konnte: Er war mit Jimi Hendrix’ [Musik] aufgewachsen, hatte sich von der Ära und ihrem gewaltigen [kulturellen] Reichtum nähren lassen und sich dann schön an seinen eigenen Variationen mit anderen Instrumenten und Musikern versucht.